# 前延折尾蝦
前延折尾蝦（学名：Uroptychus anatonus）为劣柱蝦科折尾蝦屬下的一个种。